# Història de la vida quotidiana
La història de la vida quotidiana és la branca dels estudis històrics encarregada de la investigació dels modes de vida dels individus i les comunitats del passat. Emmarcada dins la història social, pretén defugir dels grans fets i els grans noms centrant-se en escales d'anàlisi més reduïdes, relatives a persones del comú.

## Definició
El punt de partida de la història de la vida quotidiana són les experiències del passat que tradicionalment havien estat menystingudes en el relat històric, pertanyents als fets del dia a dia, de l'esfera privada de les persones, la seva sociabilitat, les mostres d'afecte, i la representació social d'experiències humanes com l'amor, la infantesa, la sexualitat, o la família, entre d'altres. La divisió entre els conceptes de públic o privat es posa en dubte, i de fet se cerca la comprensió de com aquesta separació es construeix en les diferents societats i èpoques del passat.
Aquesta voluntat per renovar l'enfocament de l'anàlisi històrica troba el seu origen en els postulats difosos des de la francesa Escola dels Annales a mitjans del segle xx, tot cercant noves perspectives d'estudi més àmplies. Tanmateix, fou l'escola alemanya, i particularment Alf Lüdtke i Hans Medick, la que capitanejà les primeres recerques en aquest camp sota el nom d'Alltagsgeschichte, molt vinculats a la historiografia marxista de la "història des de baix".